# Uimakoulu
Uimakoulu – drugi album fińskiej grupy heavymetalowej Lyijykomppania, wydany w 1993. Wszystkie teksty piosenek są w języku fińskim. Jednym z twórców płyty jest Tapio Wilska, znany z zespołu Finntroll.

## Lista utworów
1. "Kuollut mies" - 3:31
2. "Uimakoulu" - 4:20
3. "Kauniin päivän surkea loppu" - 3:15
4. "Pelko on aseeni" - 4:32
5. "Pahassa talossa" - 4:08
6. "Jahtilaulu" - 4:28
7. "Prometheus" - 3:27
8. "Selvää jälkeä" - 5:02
9. "Narvan marssi" - 2:51

## Twórcy
- Timo Rautiainen – śpiew, gitara elektryczna, gitara basowa
- Tapio Wilska – gitara basowa
- Esa Moilanen – perkusja